# چوتانی
چوتانی یا شیک بازار، روستایی در دهستان بجاربازار بخش پیرسهراب شهرستان چابهار در استان سیستان و بلوچستان ایران است.

## جمعیت
بر پایه سرشماری عمومی نفوس و مسکن در سال ۱۳۹۵، جمعیت این روستا برابر با ۴۱۱ نفر (۱۴۲ خانوار) بوده‌است.